# 그로스베렌 전투
그로스베렌 전투는 블란켄펠트(Blankenfield)와 스푸텐도르프Sputendorf) 근교에서 이전 프랑스 원수(Marshal of France)였던 스웨덴의 카를 요한 왕세자(Crown Prince Charles John) 휘하의 프로이센-스웨덴 연합군이 우디노(Oudinot) 원수 휘하의 프랑스군을 격파한 전투이다. 나폴레옹은 프로이센의 수도를 점령함으로써 프로이센을 제6차 대프랑스 동맹에서 이탈시키려 하였으나 베를린 남부가 비로 인해 질퍽해져 군대의 이동이 힘들어지고, 원수의 건강도 나빠져 프랑스군은 옴짝달싹 못하게 되었다.

## 서막
바우첸 전투(Battle of Bautzen)에 뒤이어 1813년 5월 제6차 대프랑스 동맹과 프랑스군은 서로 작전을 준비하고, 군비를 강화하기 위해 7주간의 정전에 합의했다. 그리고 전투가 재개된 것은 8월이었다. 나폴레옹은 프로이센의 수도 베를린을 함락시키기 위해 공세에 들어갔다. 나폴레옹은 프로이센의 수도를 함락시켜 제6차 대프랑스 동맹의 한 축을 무너트리려 하였다. 이 와중에 나폴레옹은 독일 남부에서 대군을 집결시키기 시작한 오스트리아군에 대응하기 위해 주력부대를 이끌고, 전략적인 방어태세를 갖추었다. 그리고 프로이센을 공격할 부대의 지휘를 휘하의 가장 용맹하고 뛰어난 장군인 니콜라 우디노(Nicolas Oudinot) 원수에게 맡겼다. 우디노는 몸 상태가 안 좋았기 때문에 자신에게 맡겨진 임무를 거절하려 했다. 우디노는 이전에 벌어진 끔찍한 러시아 원정에서 상당한 부상을 당했고, 이 상처가 아직 회복되지 않았기 때문이다. 그러나 황제는 우디노가 지휘를 맡을 것을 원했고, 3개 군단 약 65,000명의 병력을 이끌고 베를린으로 진군하게 하였다.
이 때 나폴레옹과 우디노는 모르고 있었지만 연합군은 이러한 프랑스 군의 전략에 적절히 대응하고 있었다. 연합군은 트라첸베르크 작전(Trachenburg Plan 정전 기간 중에 구상되었다.)에 따라 연합군은 나폴레옹이 친히 지휘하는 프랑스군 주력과 교전을 피하고 따로 움직이는 나폴레옹 휘하의 원수들을 소규모 전투로 각개격파하여 결과적으로 프랑스군이 약해졌을 때 황제를 격파하려 하였다.

## 전투

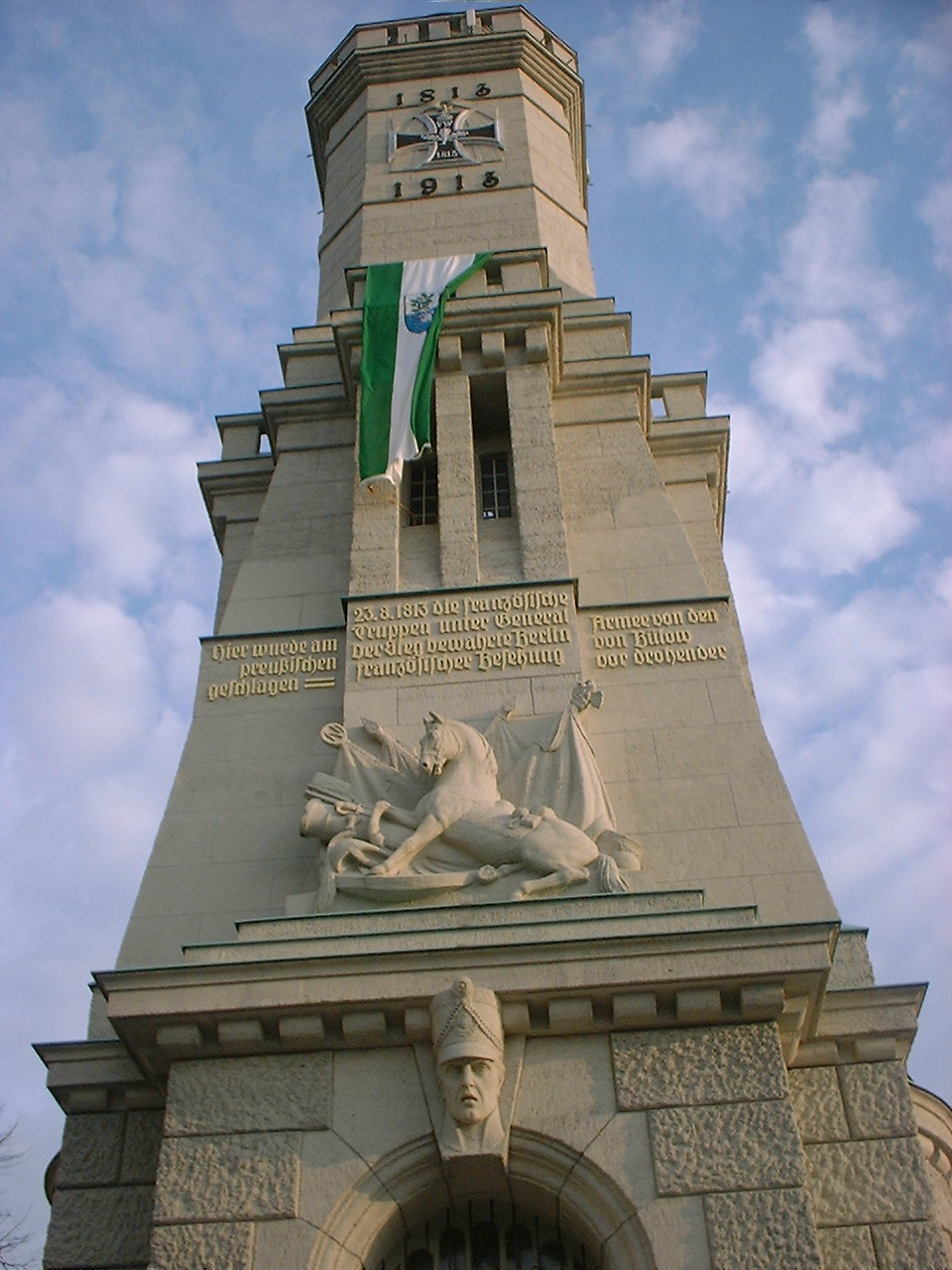
그로스베렌의 기념탑

프랑스군의 베를린 공세는 시작부터 불운으로 가득 찼다. 진군을 시작한 8월 19일 거센 비가 내려 흙더미가 도로를 덮어 진창으로 만들어버렸고, 이 때문에 포병대의 진군이 불가능했다. 게다가 원래 베를린 남부에는 진군을 방해하는 진창과 호수들이 널려 있었다. 날씨가 좋을 때에도 남쪽에서 베를린으로 접근할 수 있는 도로는 두 개밖에 없었다. 그러나 이때 내린 비로 인하여 프로이센의 방어거점들은 요새화된 섬이 되었다. 우디노는 어쩔 수 없이 휘하의 군단을 셋으로 나눠 진군할 수밖에 없었고, 각 부대는 날씨와 도로 사정으로 인하여 제대로 연락이 되지 않았다. 베르트랑(Bertrand) 장군 휘하의 제4군단 13,000명의 병력과 32문의 포가 우익을 맡았고, 좌익은 귈레미노(Guilleminot) 휘하의 제12군단 20,000명의 병력이 담당했는데, 이들은 대부분이 신병들로 경험이 없었으며, 나폴레옹 부인의 이름을 따 마리 루이제(Marie-Louises)라는 별명을 가지고 있었다. 중앙에는 장 레니에르(Jean Reynier) 장군 휘하의 제7군단 27,000명의 병력이 주력을 담당하고 있었는데, 이들은 대다수가 프랑스와 동맹을 맺은 작센 출신이었다. 우디노 원수는 적의 강력한 저항이 있을 것이라고 생각하지 않았는데, 왜냐하면 기병대가 없었기 때문에 적의 위치를 정확하게 파악할 수 없기 때문이다. 베를린은 전에 프랑스의 원수였으며 나폴레옹 휘하의 유능한 지휘관중 하나였던 스웨덴의 왕세자 카를 요한, 즉 베르나도트(Bernadotte)휘하의 북방의 군대들이 방어를 담당하고 있었다. 레니에르의 군단이 그로스베렌에 도착했을 때 이들은 전투를 도발하는 카를 왕세자 휘하의 군대와 마주쳤다. 명령이나 지원도 없이 레니에르는 프리드리히 폰 뷜로우(Friedrich von Bülow) 휘하의 군단을 공격했다. 이들은 막 스웨덴 군의 지원을 받아 병력은 38,000명 정도였다. 레니에르는 이들의 반격으로 큰 피해를 입고 퇴각하였다. 분산되어 있는 병력을 집결시킬 수 없었던 우디노가 전투가 일어난 날 늦게 전장에 도착했을 때 레니에르 휘하의 작센부대는 적의 파상공세로 인해 재집결에 실패하고 궤주하기 시작하였다. 우디노는 자신들의 움직임이 적에게 포착되었고, 부대가 적의 공격에 노출되었다고 생각했기 때문에 상당한 피해를 각오하고, 워터보크(Jüterbog)로 철수 하였다. 레니에르 부대에서만 3,000명의 사상자가 발생했고 1,500명이 포로로 잡혔으며, 13문의 포가 탈취당했다.

## 결과
그로스베렌의 패배 이후 건강이 더 악화된 우디노 원수는 자신감을 잃었고, 비텐베르크(Wittenberg)로 퇴각하였다. 나폴레옹은 패한 것보다도 루카우(Luckau)로 물러나 전열을 재정비 하지 않고 비텐베르크로 완전히 퇴각한 것에 대해 분노하였다. 나폴레옹은 대노하여 "레기오 공작(duke of Reggio; 우디노의 공작명)보다 멍청하게 행동하는 것도 힘들 것이오!"라고 외쳤다고 한다. 이후 나폴레옹은 미셸 네(Michel Ney) 원수로 하여금 패배로 약화된 우디노 휘하의 3개 군단을 맡기고, 우디노를 네의 부관으로 임명한 다음 다시금 베를린 공격을 감행하였다. 이 결과가 데네비츠 전투(Battle of Dennewitz)이다.

## 참조 및 링크
- International Napoleonic Society
- The Encyclopedia Of Military History: From 3500 B.C. To The Present. (2nd Revised Edition 1986), R. Ernest Dupuy, and Trevor N. Dupuy. pg 761
- Memoirs of the Duke Rovigo